# Martin XB-48
Martin XB-48 byl proudový střední bombardér vyvíjený od poloviny 40. let. Byly vyrobeny pouze dva prototypy a letoun nakonec nebyl sériově vyráběn.

## Vznik a vývoj

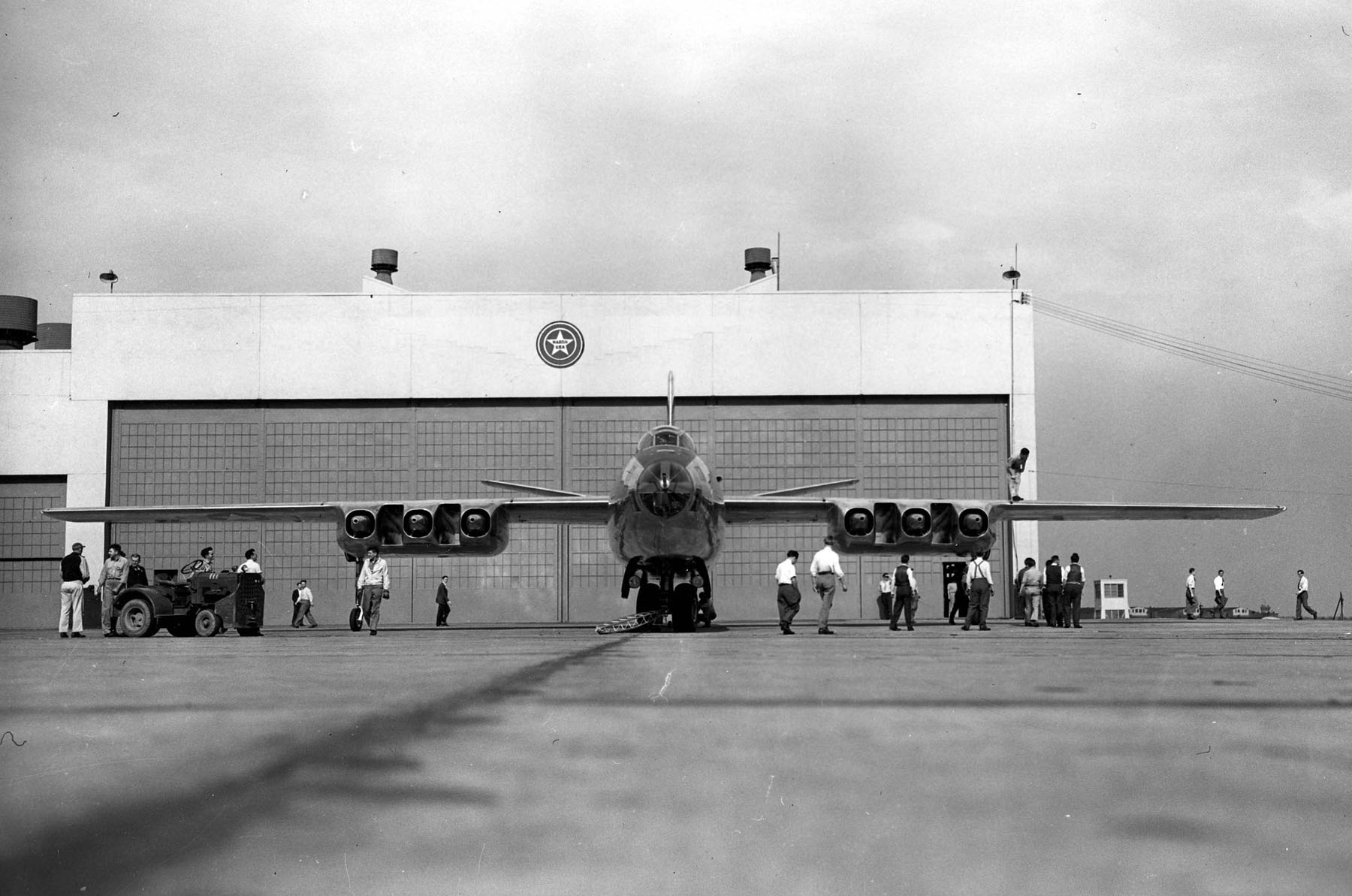
XB-48 během pozemních testů před prvním letem

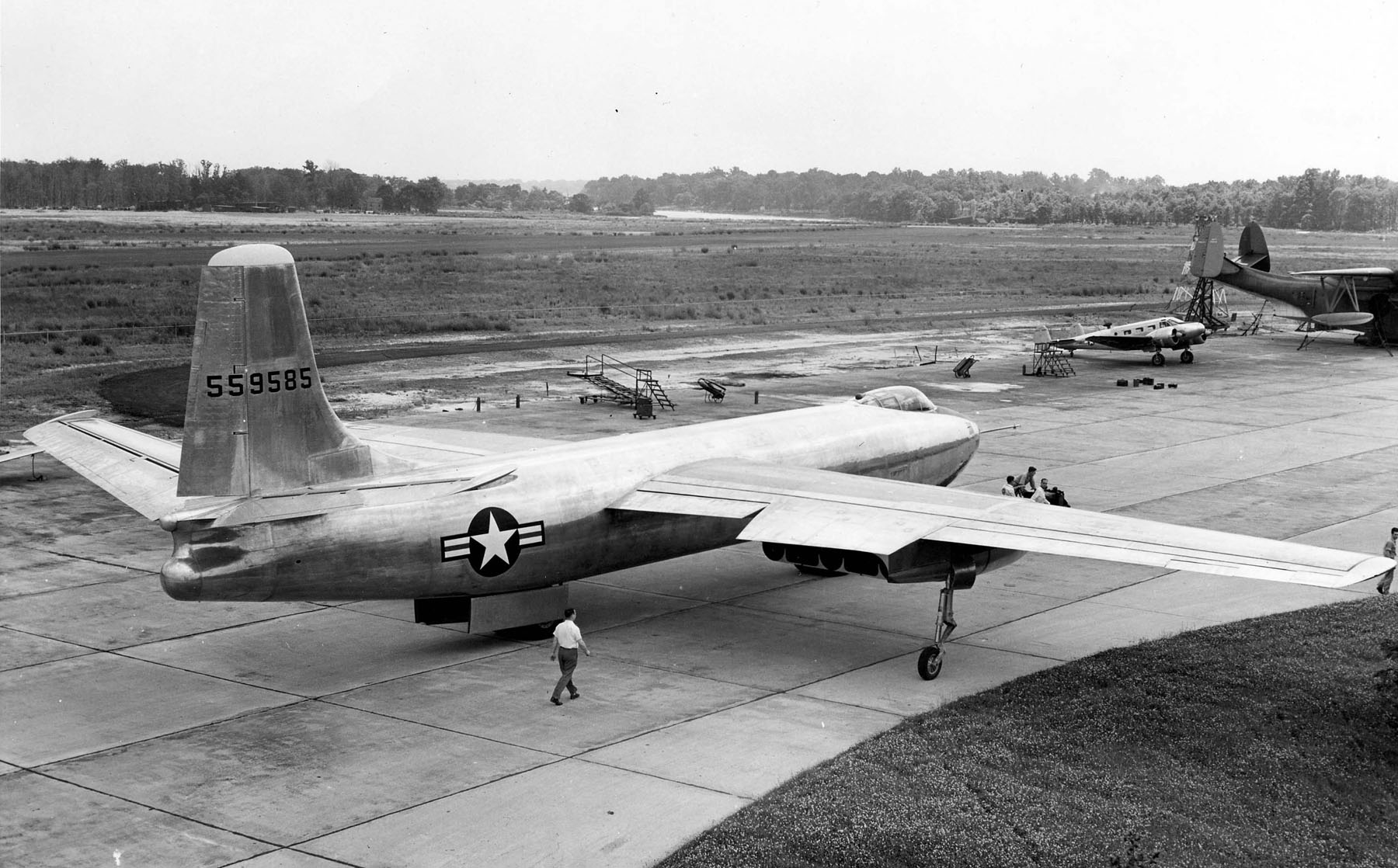
XB-48

V roce 1944 objednalo americké armádní letectvo vývoj nové generace středních bombardérů, která měla mít čistě proudový pohon. Z této soutěže vznikly kromě XB-48 také typy North American B-45 Tornado, Convair XB-46 a Boeing B-47 Stratojet. Jelikož armáda na výrobu bombardérů spěchala, soutěžily čtyřmotorové (B-45 a XB-46) a šestimotorové (XB-48 a B-47) typy v oddělených soutěžích.
Ze čtyřmotorových typů byl pro sériovou výrobu vybrán letoun B-45 Tornado, který ale nakonec sloužil jen několik let. V šestimotorových letounech zvítězila pokročilá konstrukce letounu Boeing B-47 Stratojet s šípovým křídlem, která nakonec ze služby vytlačila i B-45 Tornado. Důvodem bylo především to, že první generace proudových bombardérů ještě stále svou konstrukcí a aerodynamikou vycházela z pístových letounů. Ani XB-48 nebyl výjimkou, což potvrzuje jeho oblý trup a rovné křídlo, připomínající Martin B-26 Marauder.
Jelikož tehdejší proudové motory neměly dostatečný výkon, měl letoun pod křídlem dokonce šest pohonných jednotek. Křídlo bylo velice štíhlé, což mělo pomoci k dosažení vysokých rychlostí. Ve štíhlém křídle nebyl dostatek místa pro klasický podvozek a proto měl XB-48 zdvojený tandemový hlavní podvozek, který se zasouval do trupu. Jen dvě pomocná kola, sloužící k pojíždění, se zatahovala do křídla. Tato nová koncepce podvozku se testovala na upraveném kusu bombardéru B-26, označeném XB-26H.
Posádka byla tříčlenná a skládala se z pilota, druhého pilota a navigátora. První let prototypu proběhl 22. června 1947 a XB-48 při něm přelétl z továrního letiště Martin v Baltimoru na leteckou základu Patuxent River v Marylandu, což mu trvalo celkem 37 minut. Testovány byly dva prototypy, ale jelikož B-47 Stratojet konkurenčního Boeingu ukázal lepší výkony, ve vývoji XB-48 se dále nepokračovalo a program byl zrušen.

## Specifikace

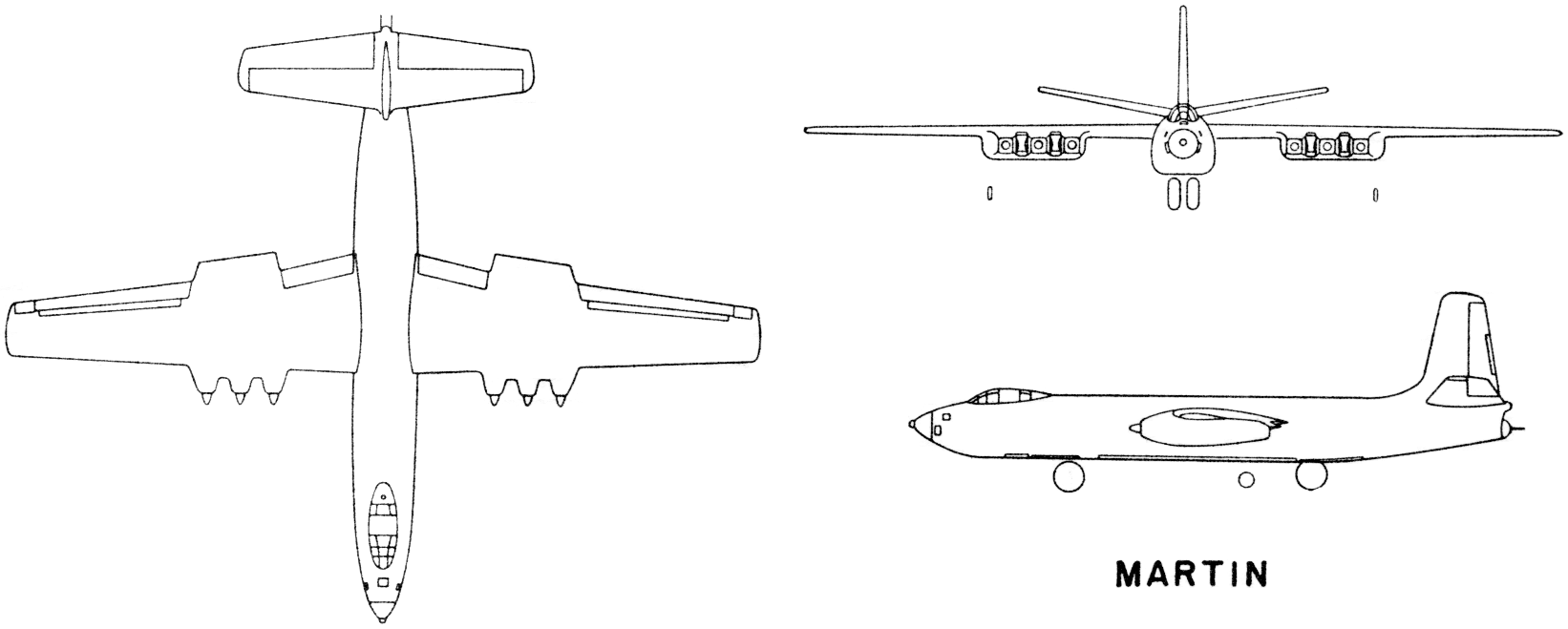
Třípohledový nákres

### Technické údaje
- Osádka: 3
- Rozpětí: 33 m
- Délka: 26 m
- Výška: 8 m
- Nosná plocha: 123,5 m²
- Hmotnost prázdného letounu: 26 535 kg
- Vzletová hmotnost: 42 002 kg
- Max. vzletová hmotnost: 46 538 kg
- 6 × proudový motor General Electric J35

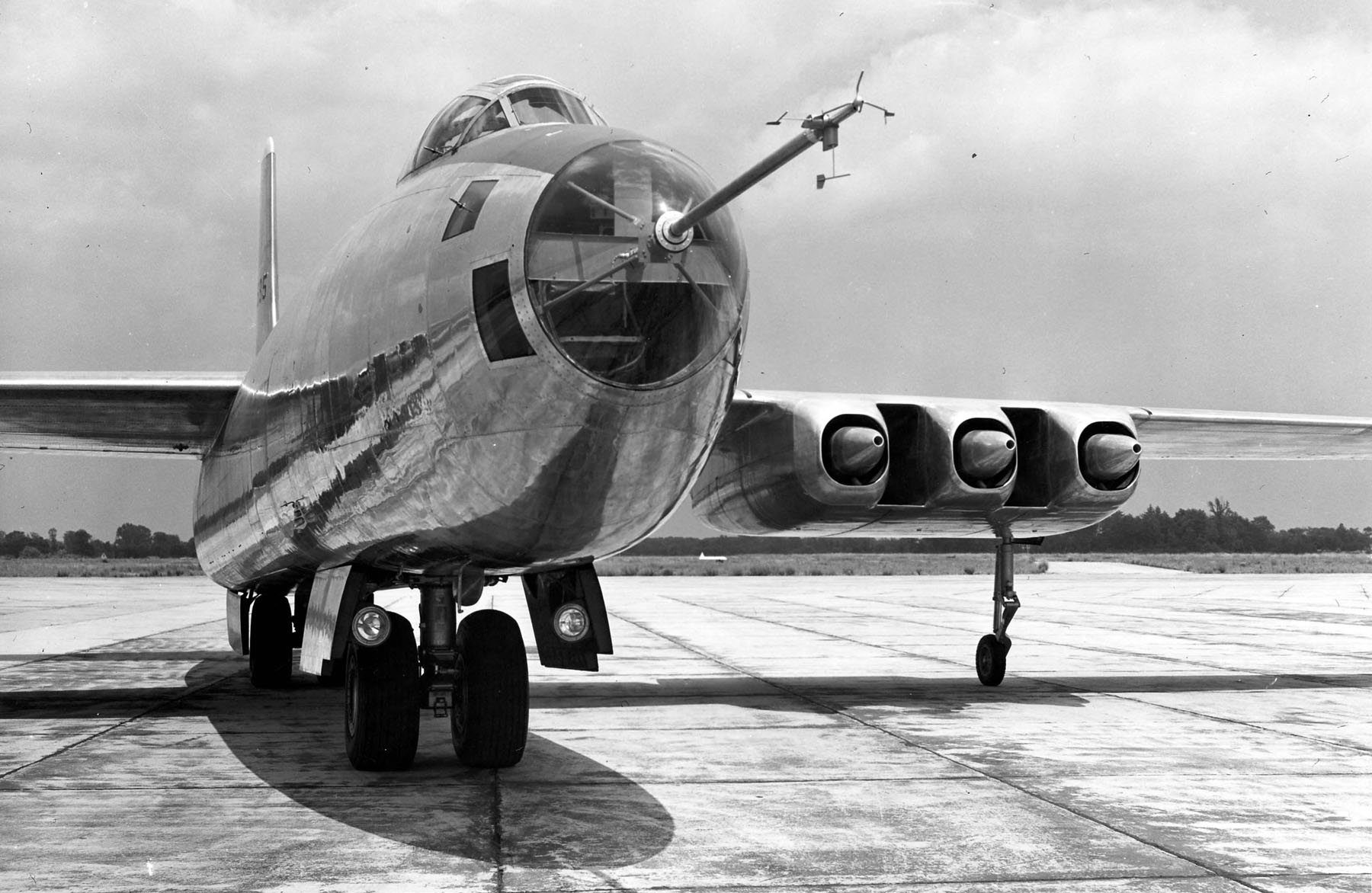
Martin XB-48

  - Tah motoru: 17 kN

### Výkony
- Maximální rychlost: 840,8 km/h
- Cestovní rychlost: 667,8 km/h
- Dostup: 12 009 m
- Stoupavost: 21,3 m/s
- Dolet: 2900 km
- Bojový dolet: 1280 km

### Výzbroj
- 2× 12,7mm kulomet M7 v ocasní věži
- 1× 9980 kg pum (např. 36× 113 kg)